# 검은꼬리후티아
검은꼬리후티아 또는 털꼬리후티아(Mysateles melanurus)는 후티아과에 속하는 설치류의 일종이다. 쿠바 섬의 저지대 습윤 숲에서 서식한다. 서식지 감소로 위협을 받고 있다.